# Michel plays Petrucciani
| Recensione | Giudizio |
| ---------- | -------- |
| AllMusic   | [ 1 ]    |

Michel plays Petrucciani è un album del pianista francese Michel Petrucciani pubblicato nel 1988 dalla casa discografica Blue Note.

## Il disco
Il disco contiene tutti brani composti da Petrucciani, da cui il titolo dell'album.
È stato registrato in due differenti sessioni con team diversi: si tratta di due diversi trio di composizione classica (pianoforte – contrabbasso – batteria) con l'aggiunta di un quarto componente in alcuni pezzi.
La prima parte, registrata nel settembre 1987, vede accanto a Petrucciani due grandi della storia del jazz, il bassista Gary Peacock, noto anche per la sua partecipazione al trio di Keith Jarrett, e il batterista Roy Haynes, che ha collaborato con molti artisti nell'arco di quattro decadi. Questa prima parte contiene brani dalla ritmica piuttosto marcata, in chiave hard-swing. Nel secondo pezzo dà il suo apporto anche il chitarrista John Abercrombie.
Nella seconda parte, Petrucciani esegue brani più soft, supportato da una ritmica composta dal contrabbassista Eddie Gomez (noto per la sua lunga collaborazione con Bill Evans) e il batterista Al Foster (già collaboratore di MIles Davis), cui si aggiungono in un brano ancora Abercrombie ed in un altro il percussionista Steve Thornton.
Petrucciani dedicò questo album ad Eugenia Morrison, la donna con cui convisse per cinque anni e che, come per altre donne, lui chiamava impropriamente “moglie”, nonostante non l'abbia mai sposata.

## Tracce

### LP
Tutti i brani sono composti da Michel Petrucciani
Lato A
1. She Did It Again – 4:00 – Registrato il 24 settembre 1987
2. One for Us – 5:05 – Registrato il 24 settembre 1987
3. Sahara – 4:12 – Registrato il 24 settembre 1987
4. 13th – 4:03 – Registrato il 24 settembre 1987
5. Mr. K. J. – 4:17 – Registrato il 24 settembre 1987

Lato B
1. One Night at Ken and Jessica's – 3:06 – Registrato il 9 e 10 dicembre 1987
2. It's a Dance – 6:14 – Registrato il 9 e 10 dicembre 1987
3. La Champagne – 6:13 – Registrato il 9 e 10 dicembre 1987
4. Brazilian Suite – 6:23 – Registrato il 9 e 10 dicembre 1987

## Musicisti
She Did It Again / One for Us / Sahara / 13th / Mr. K. J.
- Michel Petrucciani - pianoforte
- Gary Peacock - contrabbasso
- Roy Haynes - batteria
- John Abercrombie - chitarra (solo nel brano: One for Us)

One Night at Ken and Jessica's / It's a Dance / La Champagne / Brazilian Suite
- Michel Petrucciani - pianoforte
- Eddie Gomez - contrabbasso
- Al Foster - batteria
- John Abercrombie - chitarra (solo nel brano: It's a Dance)
- Steve Thornton - percussioni (solo nel brano: Brazilian Suite)

Note aggiuntive
- Eric Kressmann e Michel Petrucciani - produttori
- Michel Petrucciani - arrangiamenti
- Registrazioni effettuate al Clinton Recording Studio di New York City, New York, il 24 settembre ed il 9 e 10 dicembre 1987
- Ed Rak - ingegnere delle registrazioni
- Troy Halderson - assistente ingegnere delle registrazioni
- Eric Kressmann e Ed Rak - mixing
- Mastering effettuato al Sterling Sound da José Rodriguez
- Carol Friedman - art direction e fotografia copertina album originale
- Condak Design - design copertina album originale
- Eric Kressmann Management - management
- Ringraziamenti speciali a: Philippe Petrucciani, Virginia O'Brian, Tania Maria e Eric Kressmann
- Dedico quest'album con amore a Eugenia Morrison[2]